# Henrik III. od Limburga
Henrik (? - Klosterrath, 21. 6. 1221.) bio je vojvoda Limburga i grof Arlona. Bio je sin Henrika II. od Limburga i njegove prve žene Matilde od Saffenberga te unuk Walerana, koji je bio vojvoda Donje Lorene.
1172. Henrik se borio s luksemburškim grofom Henrikom IV. Slijepim.
Henrik je oženio Sofiju, koja je možda bila kći grofa Šimuna I. od Saarbrückena. Sofija je Henriku rodila Henrika, koji je umro 1214., ali je prije toga oženio neku Sofiju, čije je podrijetlo u potpunosti nepoznato. Henrik III. je od Sofije dobio i Walerana III. te Fridrika, koji je pak bio otac Matilde de Lumain. Dobio je i Gerarda III. od Limburga, Šimuna (biskup Liègea), Jutu i Matildu.
Moguće je da je Henrik bio i otac Izolde i izvanbračnoga sina Makarija. Juta je bila žena Goswina V. od Valkenburga.